# Pachytricha castanea
Pachytricha castanea är en skalbaggsart som beskrevs av Hope 1841. Pachytricha castanea ingår i släktet Pachytricha och familjen Melolonthidae. Inga underarter finns listade i Catalogue of Life.